# Henry Tiller
Henry Tiller   (Trondheim, 14 de juny de 1914 - Trondheim, 4 de maig de 1999) va ser un boxejador noruec que va competir durant la dècada de 1930.
El 1936 va prendre part en els Jocs Olímpics d'Estiu de Berlín, on guanyà la medalla de plata de la categoria del pes mitjà del programa de boxa. Va perdre en la final contra el francès Jean Despeaux.
El 1941 disputà quatre combats com a boxejador professional, tots guanyats.